# Gliep

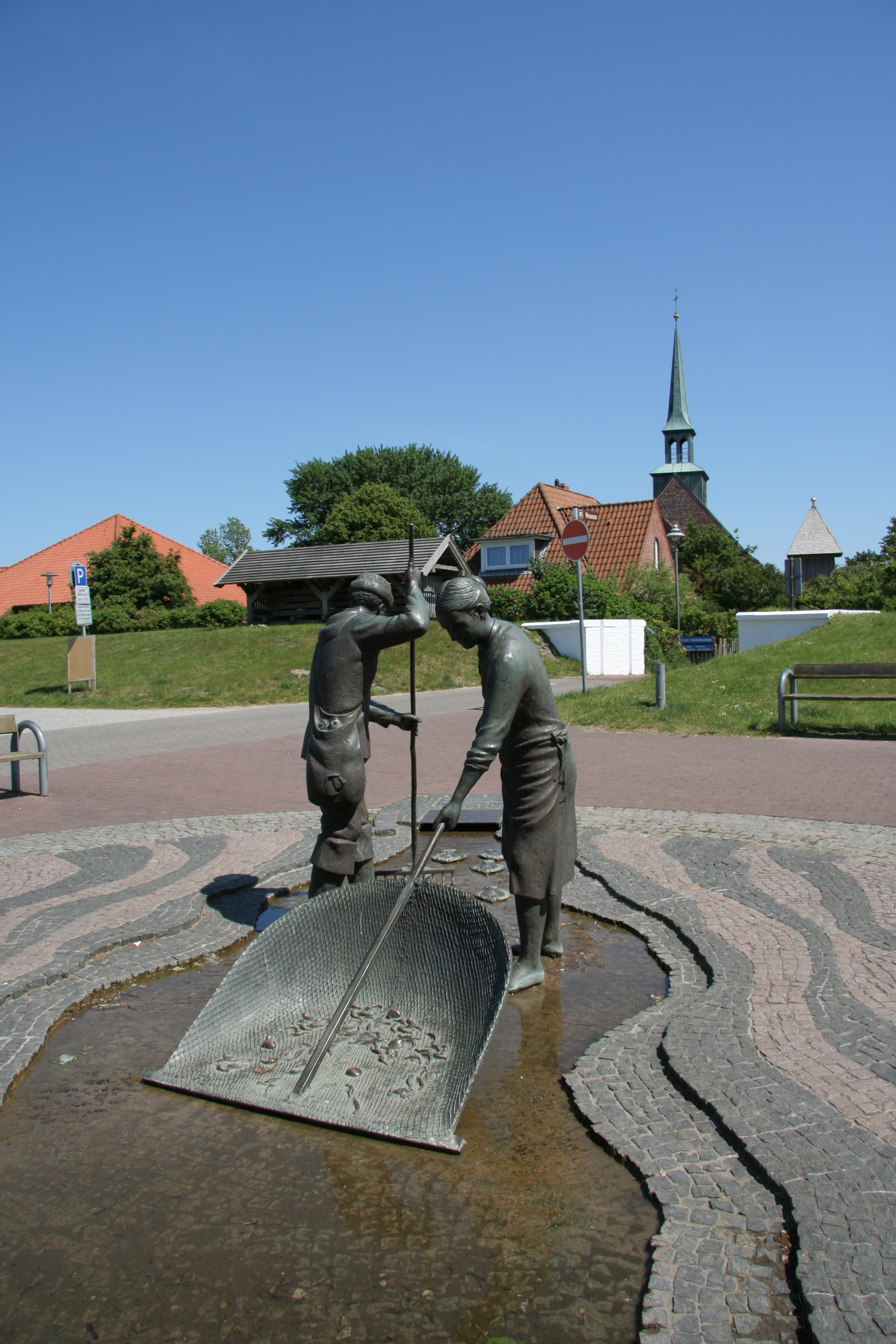
Skulptur „Jan und Gret“ in St. Peter Ording. Gret führt einen Gliep durchs Wasser.

Die Gliep ist ein am Holzstab befestigtes Schiebenetz von ca. 1 m Breite, das mit der Hand zum Krabbenfang im flachen Nordseewasser (u. a. in Prielen) bei Ebbe genutzt wird. Regional wird das Fangnetz auch als Puk (Pellworm) und Jall (Dithmarschen) bezeichnet. Wenn die Gliep durch das Wasser geschoben wird, scheucht das Querholz, das den Wattboden streift, die Krabben aus dem Sand in das Netz. Früher wurde der Fang in mitgeführten Weidenkörben oder mit Hilfe eines Eimerjochs nach Hause gebracht.

Krabbenfischen mit Gliep um 1900

Siehe auch: Fischernetz